# オリンピックのスキージャンプ競技・メダリスト一覧
オリンピックのスキージャンプ競技・メダリスト一覧（オリンピックのスキージャンプきょうぎ・メダリストいちらん）は、1924年から2022年までの冬季オリンピックスキージャンプ競技におけるメダリストの一覧である。

## 男子

### ノーマルヒル個人
| 大会名                  | 金                                                | 銀                                              | 銅                                                  |
| ----------------------- | ------------------------------------------------- | ----------------------------------------------- | --------------------------------------------------- |
| 1964 インスブルック     | ヴェイッコ・カンコネン フィンランド (FIN)         | トラルフ・エンヤン ノルウェー (NOR)             | トルゲイル・ブランツェ ノルウェー (NOR)             |
| 1968 グルノーブル       | イジー・ラシュカ チェコスロバキア (TCH)           | ラインホルト・バハラー オーストリア (AUT)       | バルダー・プライムル オーストリア (AUT)             |
| 1972 札幌               | 笠谷幸生 日本 (JPN)                               | 金野昭次 日本 (JPN)                             | 青地清二 日本 (JPN)                                 |
| 1976 インスブルック     | ハンス＝ゲオルク・アッシェンバッハ 東ドイツ (GDR) | ヨッヘン・ダンネベルク 東ドイツ (GDR)           | カール・シュナーブル オーストリア (AUT)             |
| 1980 レークプラシッド   | アントン・インナウアー オーストリア (AUT)         | マンフレート・デッケルト 東ドイツ (GDR)         | 該当者なし                                          |
| 1980 レークプラシッド   | アントン・インナウアー オーストリア (AUT)         | 八木弘和 日本 (JPN)                             | 該当者なし                                          |
| 1984 サラエボ           | イェンス・バイスフロク 東ドイツ (GDR)             | マッチ・ニッカネン フィンランド (FIN)           | ヤリ・プイッコネン フィンランド (FIN)               |
| 1988 カルガリー         | マッチ・ニッカネン フィンランド (FIN)             | パベル・プロッツ チェコスロバキア (TCH)         | イジー・マレツ チェコスロバキア (TCH)               |
| 1992 アルベールビル     | エルンスト・フェットーリ オーストリア (AUT)       | マルティン・ヘルバルト オーストリア (AUT)       | トニ・ニエミネン フィンランド (FIN)                 |
| 1994 リレハンメル       | エスペン・ブレーデセン ノルウェー (NOR)           | ラッセ・オッテセン ノルウェー (NOR)             | ディーター・トーマ ドイツ (GER)                     |
| 1998 長野               | ヤニ・ソイニネン フィンランド (FIN)               | 船木和喜 日本 (JPN)                             | アンドレアス・ビドヘルツル オーストリア (AUT)       |
| 2002 ソルトレークシティ | シモン・アマン スイス (SUI)                       | スヴェン・ハンナバルト ドイツ (GER)             | アダム・マリシュ ポーランド (POL)                   |
| 2006 トリノ             | ラーシュ・ビステル ノルウェー (NOR)               | マッティ・ハウタマキ フィンランド (FIN)         | ロアル・ヨケルソイ ノルウェー (NOR)                 |
| 2010 バンクーバー       | シモン・アマン スイス (SUI)                       | アダム・マリシュ ポーランド (POL)               | グレゴア・シュリーレンツァウアー オーストリア (AUT) |
| 2014 ソチ               | カミル・ストッフ ポーランド (POL)                 | ペテル・プレヴツ スロベニア (SLO)               | アンデシュ・バーダル ノルウェー (NOR)               |
| 2018 平昌               | アンドレアス・ウェリンガー ドイツ (GER)           | ヨハン・アンドレ・フォルファン ノルウェー (NOR) | ロベルト・ヨハンソン ノルウェー (NOR)               |
| 2022 北京               | 小林陵侑 日本 (JPN)                               | マヌエル・フェットナー オーストリア (AUT)       | ダヴィド・クバッキ ポーランド (POL)                 |

### ラージヒル個人
| 大会名                              | 金                                              | 銀                                              | 銅                                                  |
| ----------------------------------- | ----------------------------------------------- | ----------------------------------------------- | --------------------------------------------------- |
| 1924 シャモニー・モンブラン         | ヤコブ・チューリン・タムス ノルウェー (NOR)     | ナルヴェ・ボンナ ノルウェー (NOR)               | アンダース・ハウゲン アメリカ合衆国 (USA)           |
| 1928 サンモリッツ                   | アルフ・アンデシェン ノルウェー (NOR)           | シグムント・ルート ノルウェー (NOR)             | ルドルフ・プルケルト チェコスロバキア (TCH)         |
| 1932 レークプラシッド               | ビルゲル・ルート ノルウェー (NOR)               | ハンス・ベック ノルウェー (NOR)                 | コーレ・ヴァルベルグ ノルウェー (NOR)               |
| 1936 ガルミッシュ・パルテンキルヘン | ビルゲル・ルート ノルウェー (NOR)               | スヴェン・エリクソン スウェーデン (SWE)         | ライダル・アンデシェン ノルウェー (NOR)             |
| 1948 サンモリッツ                   | ペッテル・フークステット ノルウェー (NOR)       | ビルゲル・ルート ノルウェー (NOR)               | トルライフ・シェルデルプ ノルウェー (NOR)           |
| 1952 オスロ                         | アルンフィン・ベルクマン ノルウェー (NOR)       | トールビョルン・ファルカンゲル ノルウェー (NOR) | カール・ホルムストレーム スウェーデン (SWE)         |
| 1956 コルチナ・ダンペッツオ         | アンティ・ヒュベリネン フィンランド (FIN)       | アウリス・カラコルピ フィンランド (FIN)         | ハリー・グラス 東西統一ドイツ (EUA)                 |
| 1960 スコーバレー                   | ヘルムート・レクナゲル 東西統一ドイツ (EUA)     | ニロ・ハロネン フィンランド (FIN)               | オットー・レオドルター オーストリア (AUT)           |
| 1964 インスブルック                 | トラルフ・エンヤン ノルウェー (NOR)             | ヴェイッコ・カンコネン フィンランド (FIN)       | トルゲイル・ブランツェ ノルウェー (NOR)             |
| 1968 グルノーブル                   | ブラディミール・ベロソフ ソビエト連邦 (URS)     | イジー・ラシュカ チェコスロバキア (TCH)         | ラーシュ・グリニ ノルウェー (NOR)                   |
| 1972 札幌                           | ヴォイチェフ・フォルトゥナ ポーランド (POL)     | ヴァルター・シュタイナー スイス (SUI)           | ライナー・シュミット 東ドイツ (GDR)                 |
| 1976 インスブルック                 | カール・シュナーブル オーストリア (AUT)         | アントン・インナウアー オーストリア (AUT)       | ヘンリー・グラス 東ドイツ (GDR)                     |
| 1980 レークプラシッド               | ユーコ・トルマネン フィンランド (FIN)           | フーベルト・ノイパー オーストリア (AUT)         | ヤリ・プイッコネン フィンランド (FIN)               |
| 1984 サラエボ                       | マッチ・ニッカネン フィンランド (FIN)           | イェンス・バイスフロク 東ドイツ (GDR)           | パベル・プロッツ チェコスロバキア (TCH)             |
| 1988 カルガリー                     | マッチ・ニッカネン フィンランド (FIN)           | エリック・ヨーンセン ノルウェー (NOR)           | マティアジュ・デベラク ユーゴスラビア (YUG)         |
| 1992 アルベールビル                 | トニ・ニエミネン フィンランド (FIN)             | マルティン・ヘルバルト オーストリア (AUT)       | ハインツ・クッティン オーストリア (AUT)             |
| 1994 リレハンメル                   | イェンス・バイスフロク ドイツ (GER)             | エスペン・ブレーデセン ノルウェー (NOR)         | アンドレアス・ゴルトベルガー オーストリア (AUT)     |
| 1998 長野                           | 船木和喜 日本 (JPN)                             | ヤニ・ソイニネン フィンランド (FIN)             | 原田雅彦 日本 (JPN)                                 |
| 2002 ソルトレークシティ             | シモン・アマン スイス (SUI)                     | アダム・マリシュ ポーランド (POL)               | マッチ・ハウタマキ フィンランド (FIN)               |
| 2006 トリノ                         | トーマス・モルゲンシュテルン オーストリア (AUT) | アンドレアス・コフラー オーストリア (AUT)       | ラーシュ・ビステル ノルウェー (NOR)                 |
| 2010 バンクーバー                   | シモン・アマン スイス (SUI)                     | アダム・マリシュ ポーランド (POL)               | グレゴア・シュリーレンツァウアー オーストリア (AUT) |
| 2014 ソチ                           | カミル・ストッフ ポーランド (POL)               | 葛西紀明 日本 (JPN)                             | ペテル・プレヴツ スロベニア (SLO)                   |
| 2018 平昌                           | カミル・ストッフ ポーランド (POL)               | アンドレアス・ウェリンガー ドイツ (GER)         | ロベルト・ヨハンソン ノルウェー (NOR)               |
| 2022 北京                           | マリウス・リンヴィク ノルウェー (NOR)           | 小林陵侑 日本 (JPN)                             | カール・ガイガー ドイツ (GER)                       |

K点
 1924 シャモニー・モンブランは 71m、 1928 サンモリッツは 66m、 1932 レークプラシッドは 61m、 1936 ガルミッシュ・パルテンキルヘンは 80m、 1948 サンモリッツは 68m、 1952 オスロは 72m、1956 コルチナ・ダンペッツオは 80.5m、1960 スコーバレー と 1964 インスブルックは 80m、 1968 グルノーブル から 1988 カルガリーは 90m、 1992 アルベールビル から 2002 ソルトレークシティは K120、 2006 トリノ から 2014 ソチ は HS140/K125。

### ラージヒル団体
| 大会名                  | 金 | 銀 | 銅 |
| ----------------------- | --- | --- | --- |
| 1988 カルガリー         | フィンランド (FIN) アリ＝ペッカ・ニッコラ マッチ・ニッカネン トゥオモ・ユリプリ ヤリ・プイコネン                                 | ユーゴスラビア (YUG) プリモジュ・ウラガ マティアジュ・ズパン マティアジュ・デベラク ミラン・テペシュ                             | ノルウェー (NOR) オーレ・クリスチャン・エイドハンメル ヨン・インゲ・キョールム オーレ・グンナル・フィディエステール エリック・ヨーンセン |
| 1992 アルベールビル     | フィンランド (FIN) アリ＝ペッカ・ニッコラ ミカ・ライティネン リスト・ラーコネン トニ・ニエミネン                                 | オーストリア (AUT) ハインツ・クッティン エルンスト・フェットーリ マルティン・ヘルバルト アンドレアス・フェルダー                 | チェコスロバキア (TCH) フランチシェック・イエジュ トマシュ・ゴーダー ヤロスラフ・サカラ イジー・パルマ                                   |
| 1994 リレハンメル       | ドイツ (GER) ハンスイェルク・イエックレ クリストフ・ドゥッフナー ディーター・トーマ イェンス・バイスフロク                       | 日本 (JPN) 西方仁也 岡部孝信 葛西紀明 原田雅彦                                                                                   | オーストリア (AUT) ハインツ・クッティン クリスティアン・モーザー シュテファン・ホルンガッハー アンドレアス・ゴルトベルガー               |
| 1998 長野               | 日本 (JPN) 岡部孝信 斎藤浩哉 原田雅彦 船木和喜                                                                                   | ドイツ (GER) スヴェン・ハンナバルト マルティン・シュミット ハンスイェルク・イエックレ ディーター・トーマ                         | オーストリア (AUT) ラインハルト・シュワルツェンベルガー マルティン・ヘルバルト シュテファン・ホルンガッハー アンドレアス・ビドヘルツル   |
| 2002 ソルトレークシティ | ドイツ (GER) スヴェン・ハンナバルト シュテファン・ホッケ ミハエル・ウアマン マルティン・シュミット                               | フィンランド (FIN) マッチ・ハウタマキ ベリ＝マッチ・リンドストローム リスト・ユシライネン ヤンネ・アホネン                       | スロベニア (SLO) ダミヤン・フラス プリモジュ・ペテルカ ロベルト・クラニエッツ ペテル・ジョンタ                                           |
| 2006 トリノ             | オーストリア (AUT) アンドレアス・ビドヘルツル アンドレアス・コフラー マルティン・コッホ トーマス・モルゲンシュテルン             | フィンランド (FIN) タミ・キウル ヤンネ・ハッポネン ヤンネ・アホネン マッティ・ハウタマキ                                         | ノルウェー (NOR) ラーシュ・ビステル ビョルンアイナル・ロメレン トミー・インゲブリクトセン ロアル・ヨケルソイ                             |
| 2010 バンクーバー       | オーストリア (AUT) ウォルフガング・ロイツル トーマス・モルゲンシュテルン グレゴア・シュリーレンツァウアー アンドレアス・コフラー | ドイツ (GER) ミヒャエル・ノイマイアー アンドレアス・ヴァンク マルティン・シュミット ミヒャエル・ウアマン                         | ノルウェー (NOR) アンデシュ・バーダル トム・ヒルデ ヨハン・レメン・エベンセン アンデシュ・ヤコブセン                                     |
| 2014 ソチ               | ドイツ (GER) アンドレアス・ヴァンク マリヌス・クラウス アンドレアス・ウェリンガー ゼヴェリン・フロイント                         | オーストリア (AUT) ミヒャエル・ハイボック トーマス・モルゲンシュテルン トーマス・ディートハルト グレゴア・シュリーレンツァウアー | 日本 (JPN) 清水礼留飛 竹内択 伊東大貴 葛西紀明                                                                                           |
| 2018 平昌               | ノルウェー (NOR) ダニエル＝アンドレ・タンデ アンドレアス・スティエルネン ヨハン・アンドレ・フォルファン ロベルト・ヨハンソン     | ドイツ (GER) カール・ガイガー シュテファン・ライエ リヒャルト・フライターク アンドレアス・ウェリンガー                           | ポーランド (POL) マチェイ・コット ステファン・フラ ダヴィド・クバッキ カミル・ストッフ                                                   |
| 2022 北京               | オーストリア (AUT) シュテファン・クラフト ダニエル・フーバー ヤン・ヘール マヌエル・フェットナー                                 | スロベニア (SLO) ロブロ・コス ツェネ・プレヴツ ティミ・ザイツ ペテル・プレヴツ                                                   | ドイツ (GER) コンスタンチン・シュミット シュテファン・ライエ マルクス・アイゼンビヒラー カール・ガイガー                                 |

## 女子

### ノーマルヒル個人
| 大会名    | 金                                  | 銀                                                  | 銅                                  |
| --------- | ----------------------------------- | --------------------------------------------------- | ----------------------------------- |
| 2014 ソチ | カリーナ・フォークト ドイツ (GER)   | ダニエラ・イラシュコ＝シュトルツ オーストリア (AUT) | コリン・マテル フランス (FRA)       |
| 2018 平昌 | マーレン・ルンビ ノルウェー (NOR)   | カタリナ・アルトハウス ドイツ (GER)                 | 高梨沙羅 日本 (JPN)                 |
| 2022 北京 | ウルシャ・ボガタイ スロベニア (SLO) | カタリナ・アルトハウス ドイツ (GER)                 | ニカ・クリジュナル スロベニア (SLO) |

## 混合

### ノーマルヒル団体
| 大会名    | 金                                                                                     | 銀                                                                                          | 銅 |
| --------- | -------------------------------------------------------------------------------------- | ------------------------------------------------------------------------------------------- | --- |
| 2022 北京 | スロベニア (SLO) ニカ・クリジュナル ティミ・ザイツ ウルシャ・ボガタイ ペテル・プレヴツ | ROC (ROC) イルマ・マヒニア ダニール・サドレーフ イリーナ・アブバクモワ エフゲニー・クリモフ | カナダ (CAN) アレクサンドリア・ルーティット マシュー・ソークップ アビゲイル・ストレイト マッケンジー・ボイド＝クローズ |